# Voedselschandaal
Een voedselschandaal is een kwestie die ontstaat door ongepast, onhygiënisch of crimineel gedrag waardoor de voedselveiligheid of de volksgezondheid in gevaar komt. In 1893 werd in Nederland de Keuringsdienst van Waren opgericht om ziekmakende producten en vervuild water of melk van markten te weren. Tegenwoordig wordt het toezicht op de voedselveiligheid in Nederland uitgeoefend door de Nederlandse Voedsel- en Warenautoriteit (NVWA). Haar Belgische tegenhangster is het Federaal Agentschap voor de Veiligheid van de Voedselketen (FAVV). In het onderstaande overzicht zijn bekende voedselschandalen opgenomen.

## Overzicht
| Jaar | Schandaal |
| ---- | --- |
| 2018 | In België kregen in mei 2018 honderden kinderen uit tientallen scholen uit Oost- en West-Vlaanderen een salmonellavergiftiging nadat ze op school lasagne hadden gegeten van eenzelfde traiteur.                               |
| 2018 | In België blijkt slachthuis Veviba fraude te plegen met vlees door de houdbaarheidsdata te vervalsen en vlees niet geschikt voor consumptie toch in vleesproducten te verwerken.                                               |
| 2017 | Kippeneieren in meerdere Europese landen bevatte op grote schaal de schadelijke insecticide fipronil in wat al snel de fipronilcrisis werd genoemd.                                                                            |
| 2013 | In Nederland blijkt op grote schaal paardenvlees vermengd te zijn met rundvlees, zodat het als duurder vlees verkocht kan worden.                                                                                              |
| 2008 | In China blijkt op grote schaal melamine vermengd te zijn met melk om het aanlengen met water te verhullen. Tienduizenden kinderen worden ziek.                                                                                |
| 2005 | In Duitsland worden honderden tonnen bedorven vlees aangetroffen in meerder koelhuizen |
| 1999 | In België komt met dioxine vervuilde minerale olie in de voedselketen terecht: dit leidt tot de dioxinecrisis. |
| 1995 | De BSE-crisis houdt Europa jaren in haar greep nadat blijkt dat BSE bij mensen de ziekte van Creutzfeldt-Jakob kan veroorzaken.                                                                                                |
| 1995 | Na beëindiging van het olie-voor-voedselprogramma bleek dat miljoenen dollars waren verdwenen in de zakken van het Iraakse regime en bedrijven die belast waren met de uitvoering van het programma.                           |
| 1985 | Oostenrijkse wijnboeren voegen ethyleenglycol toe aan wijn om deze hoger geclassificeerd te krijgen. |
| 1980 | In december 1980 werden diverse mensen ziek na het eten van diepvriesnasi en diepvriesspinazie die was verontreinigd met nitriet uit het koelsysteem van de Iglo-bestelwagens. Ten minste twee van hen zijn hieraan overleden. |
| 1970 | Vermeend exploderende flessen van het frisdrankmerk Exota zijn aanleiding voor de tv-ombudsman hier een uitzending aan te wijden. Een jarenlange juridische strijd en faillissement van Exota volgt.                           |
| 1960 | In Nederland overlijden 4 mensen als gevolg van een "anti-spat emulgator" die in Plantamargarine is toegevoegd. Planta verdwijnt uiteindelijk van de Nederlandse markt.                                                        |
| 1938 | In de Verenigde Staten overlijden honderden kinderen vanwege de toevoeging van de zoetstof di-ethyleenglycol aan voeding. |